# Don Bosco (Basilea)

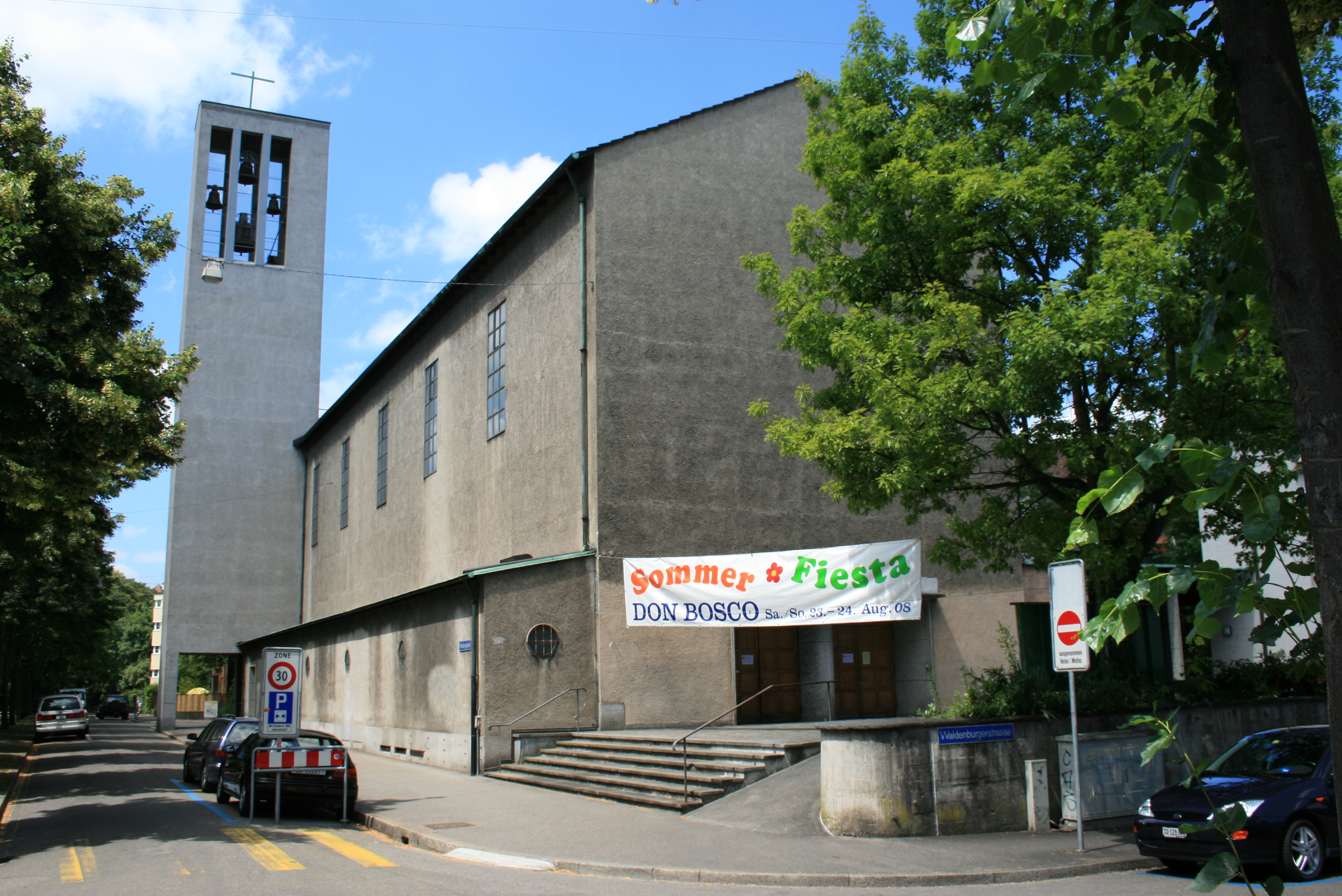
Iglesia de Don Bosco en Basilea

La Iglesia Don Bosco es una antigua iglesia católica romana en la ciudad suiza de Basilea. Está situada en el barrio de Breite y está dedicada a San Juan Bosco. 

## Historia
La iglesia fue encargada por el párroco Robert Mäder de la parroquia de Heiliggeist de Gundeldingen, quien encargó la construcción al conocido arquitecto suizo Hermann Baur en 1934. Las obras finalizaron en 1937 y fue la primera iglesia realizada por el arquitecto.
Entre los años 2007 y 2009, el proyecto de la Iglesia Juvenil tuvo su sede en este edificio, pero desde el año 2010, al igual que la iglesia Bruder Klaus, la iglesia Don Bosco vuelve a ser administrada por la parroquia Heiliggeist y en octubre de 2012 se celebra la última liturgia en alemán y en el verano de 2013, la misión española deja también la sede.
La Iglesia de Don Bosco se mantuvo cerrada desde julio de 2013, hasta que fue profanada en septiembre de 2016, mismo año en el cual la Iglesia Católica Romana de Basilea renunció en gran medida a la iglesia y redujo el uso del Centro Cultural Basilea Don Bosco (Verein Kulturzentrum Don Bosco Basel). Solo se excluyeron la capilla en el sótano, la torre de la iglesia y la rectoría en Waldenburgerstrasse de esta separación. Posteriormente el edificio fue catalogado para protección patrimonial y su uso mayoritario, servirá posteriormente para fines seculares.
Entre los años 2018 y 2020 se reforma el edificio para ser convertido en una gran sala de conciertos, con otras salas de pruebas musicales y otras dependencias para las actividades del Centro Cultural Don Bosco. El proyecto de arquitectura interior es dirigido por Martin Pfister Architekten.
En junio de 2021, la capilla abre nuevamente para su uso sacro-religioso, mientras que paralelamente se inaugura el centro cultural, administrado separadamente por la asociación Don Bosco Basel GmbH.